# Richard Foregger
Richard Maximilian Johann Nepomuk von Foregger zum Greiffenthurn (1. nebo 11. října 1842 Celje – 21. července 1916 Vídeň) byl rakouský právník a politik německé národnosti ze Štýrska, v 2. polovině 19. století poslanec Říšské rady.

## Biografie
Narodil se v Celji, kde jeho otec byl advokátem a v roce 1848 byl zvolen na Štýrský zemský sněm. Jeho syn po dokončení studií práv na Vídeňské univerzitě rovněž nastoupil do advokacie.
Byl poslancem Říšské rady (celostátního parlamentu Předlitavska), kam usedl v prvních přímých volbách roku 1873 za městskou kurii ve Štýrsku, obvod Celje, Mozirje, Rogatec, Brežice, Slovenske Konjice, Šoštanj atd. Mandát obhájil ve volbách roku 1879 a volbách roku 1885. Rezignaci oznámil na schůzi 18. února 1887. 26. dubna 1887 opětovně složil slib. Znovu byl do Říšské rady zvolen i ve volbách roku 1891. V roce 1873 se uvádí jako Dr. Richard Foregger, advokát, bytem Vídeň.
V parlamentu zastupoval blok Ústavní strany (liberálně, centralisticky a provídeňsky orientované), v jejímž rámci představoval mladoněmecké křídlo. V roce 1878 zasedal v poslaneckém mladoněmeckém Klubu pokroku. Rovněž po volbách v říjnu 1879 se uvádí jako člen mladoněmeckého Klubu sjednocené Pokrokové strany (Club der vereinigten Fortschrittspartei). Později se od liberálů odklonil k skupině Deutschnationale Vereinigung, ze které vznikla národnostně radikálnější Německá lidová strana. Jako člen klubu Deutschnationale Vereinigung se uvádí i v roce 1890. Po volbách v roce 1891 nakonec působil jako nezařazený poslanec.
Byl aktivní v boji za udržení německé kulturní a jazykové převahy ve Štýrsku. V 90. letech se zapojil do debat okolo slovinských tříd na gymnáziu v Celji. Napsal tehdy i spis, ve kterém označil Slovince za umělý národ, postrádající dějiny a kulturu.
Zemřel v červenci 1916 ve vídeňském sanatoriu. Jeho syn Richard Joseph (1872–1960) byl chemikem, který v roce 1902 emigroval do Spojených států amerických.